# كلود لو روا
كْلُودْ لُو رْوَا (بالفرنسية: Claude Le Roy)، من مواليد 6 فبراير 1948 في النورماندي في فرنسا، لاعب كرة قدم فرنسي سابق، ومدرب كرة قدم فرنسي حالي.

## المسيرة الاحترافية
بدأ مسيرته الكروية مع نادي رون في عام 1968، ولعب معهم حتى عام 1970، وفي عام 1970 انتقل إلى نادي أجاكسيو، ولعب معهم حتى عام 1973، وفي عام 1973 انتقل إلى نادي أفيغنون فوت، ولعب معهم حتى عام 1977، وفي عام 1977 انتقل إلى نادي ستاد لافاليوز، ولعب معهم حتى عام 1980، وفي موسم 1980/1981 انتقل إلى نادي أمينس.

## المسيرة التدريبية
بدأ مسيرته التدريبية مع نادي أمينس في عام 1980، ودربهم حتى عام 1983، وفي عام 1983 انتقل إلى تدريب نادي غرينوبل، ودربهم حتى عام 1985، وفي عام 1985 انتقل إلى تدريب نادي الشباب الإماراتي، وفي عام 1985 درب منتخب الكاميرون لكرة القدم حتى عام 1988، وفي عام 1990 انتقل إلى تدريب منتخب السنغال لكرة القدم حتى عام 1992، وفي عام 1992 درب منتخب ماليزيا لكرة القدم حتى عام 1995، وفي عام 1998 درب منتخب الكاميرون لكرة القدم مرة أخرى، وفي عام 1998 درب نادي ستراسبورغ، واستمر في تدريبهم حتى عام 2000، وفي عام 2001 انتقل إلى تدريب نادي شانغهاي كوسكو، ودربهم حتى عام 2003، وفي عام 2004 درب نادي كامبريدج يونايتد، ودرب منتخب الكونغو الديمقراطية لكرة القدم بين عامي 2004 و2006، وفي عام 2006 درب منتخب غانا لكرة القدم، وفي عام 2008 درب منتخب عمان لكرة القدم، وفي عام 2011 بدأ بتدريب منتخب سوريا لكرة القدم.

## روابط خارجية
- كلود لو روا على موقع قاعدة بيانات كرة القدم.إي يو (الإنجليزية)
- كلود لو روا على موقع ناشيونال فوتبول تيمز (الإنجليزية)
- كلود لو روا على موقع Soccerway.com (الإنجليزية)
- كلود لو روا على موقع عالم كرة القدم.نت (الإنجليزية)
- كلود لو روا على موقع GSA (الإنجليزية)